# XENON-199X・R-
『XENON-199X・R-』（ゼノン-いちきゅうきゅうエックス・アール-）は、神崎将臣の漫画作品。徳間書店「月刊COMICリュウ」2006年11月号から連載開始。同作者の1986年の漫画作品『重機甲兵ゼノン』の続編である。

## ストーリー
「赤い海」の拠点のひとつである巨大タンカーへと攻め込んだ飛鳥たち。赤ひげを始めとする戦闘マシンを退けた彼らだったが、敵幹部トウノの策略により暴走を始めたタンカーに取り残される。飛鳥は東京港の石油コンビナートに突入するタンカーを停止させようとするも、彼に封印されていたブラックボックスが開放される。
ブラックボックスから開放されたナノマシンによって暴走し、「破壊神」と化す飛鳥＝XENON。かつて「赤い海」から離れた際の記憶もよみがえり、東京の帰還時に乗り込んでいた旅客機はマインドコントロールされた自分自身が墜落させた事を知る。
絶望に沈む飛鳥の前に現われたのは、武術家・御鳳蓮童と名乗る人物であった。その妹・織枝の助けも借りて精神修養で身体の暴走を抑え込もうとする飛鳥。修行の成果があらわれ始めた矢先、XENONを苦しめた「悪魔の三角形（デーモンズ・トライアングル）」の弟子たちが強襲をかけてきた。

## 概要
20年近くを経て描かれる『重機甲兵ゼノン』の直接の続編である。同一の世界設定を共有する作品として1998年から連載された同作者の作品『鋼-HAGANE-』が先立って存在するが、本作は作品世界の時系列的には『重機甲兵ゼノン』直後、『鋼-HAGANE-』以前のストーリーとなっている。
前作『重機甲兵ゼノン』から主人公を含め主要の登場人物が継続して登場するが、経年により作者の絵柄や作風は変化しており、“ゼノン”は“XENON”と英字表記され、“XENON”発動後のサイボーグ体の作画描写が異なるなど設定にもいくらかの変遷がある。くわえて作者の他作品との統合も図られており、クロスオーバーな世界観で物語が展開している（神崎将臣の記事も参照）。
特に『鋼-HAGANE-』との関連は深く、敵組織「赤い海」の本質などストーリー上の重要な設定が、発表年が先である同作品から導入される形となっている。
また、前作『重機甲兵ゼノン』が講談社アッパーズKCで再版された際の最終巻にて、打ち切りにより描くことのできなかった物語がダイジェストで書き下ろされたが、それとは異なる形で物語が進んでいる。

## 登場人物

### 前作からの登場人物
叶 飛鳥（かのう あすか）
XENON-777。元々は都立須賀山高校3年に在籍していた高校生だったが、1990年「赤い海」に拉致され半年の間失踪。その間にバイオダイン・XENONの完成形として改造される。タンカーの東京港激突を防ぐため動力室に特攻。その際にトウノによるマインドコントロール時の記憶がよみがえり、「赤い海」を脱走する際に撃墜された旅客機を落としたのは自分だと思いだした。体内のブラックボックスも開放され、東京港石油コンビナートを壊滅させてしまう。
飛鳥自身、幼少時から感情が激すると抑えが効かず暴走してしまう自分を怖れていた。短い間ながら師であった御鳳兄妹の死以来、自らが「赤い海」を滅ぼす怪物たらんと考える様になる。
黒部潜入時からドクロをモチーフにした凶悪なデザインのヘルメットを被る様になり、黒部ダムが決壊し、溢れだした水を処分する飛鳥を目撃した老婆は「鬼神さま」と呼んだ。
その体は開発者の兵衛門、施術した連司も知らない改修が施されており、表向きのスペックを大きく逸脱している。体内にはXENON COREを利用した反応炉が搭載されており、総出力は原子炉三基分（約500万kw）そのエネルギーは単体ではなく外部ユニットを接続し稼働させる事で200%の能力を発揮する。そればかりかあらゆる電子機器を破壊する広域電磁パルス砲やプラズマブラスターを搭載し、それを応用して核兵器すら無効化する。
だが飛鳥自身にはXENON施術対象者に起きる拒絶反応が起きないばかりか、逆に機械を浸食し同化を始めている。
郷田 竜二（ごうだ りゅうじ）
飛鳥の仲間として行動する男。XENONと比べ、生身ではあまりにも非力な自分に思い余って自らXENONになろうとトウノの許を訪れるが施術前に救出される。「XENON-199X・R-」では生身の人間として叶飛鳥と向き合う力を求め、連司に特製のXENON式強化スーツの製作を依頼する。
冴野 陽子（さえの ようこ）
兵衛門に協力するフリーカメラマン。しかしその実体は「赤い海」に拉致され下半身をXENON化されたサイボーグ（ナンバーは不明）。
本名は「水野 陽子（みずの ようこ）」。国体女子陸上の短距離走選手で三冠王を達成したが交通事故に遭い再起不能となり、その後「赤い海」によりサイボーグ手術を施される。自身から未来を奪った「赤い海」を激しく憎んでおり飛鳥たちと共に戦う。
XENONとしての能力は「脚力」。時速120kmで疾走することができる。サイボーグである自分を「女」として認めてくれる飛鳥に惹かれ、彼とは互いに仲間以上に想いあう関係となっていくが、薗子のこともあり本人には気持ちを打ち明けられないでいる。
新田 兵衛門（にった ひょうえもん）
薗子の祖父に当たる科学者。学生時代から「人体と機械の融合」、いわゆるサイバネティクスの研究を行っており、十数年前「赤い海」に拉致される。家族を盾に研究を強要された結果、プロジェクトXの終極点「ゼノンシステム」の基本設計を完成させた。
しかし、実験のために無関係な人々をXENON施術対象として拉致してくるという状況に耐えかね、1989年「赤い海」の研究施設「石壁」から陽子、純也、ロック及び数学者スライ・ホワイトフィールドと共に「赤い海」を脱走。以後全財産を投じて戦いの準備を進めていた。
『XENON-199X・R-』においては次々と明らかになる事実と長年の心労がたたって倒れてしまう。
新田 薗子（にった そのこ）
兵衛門の孫で郷田とも親戚関係にある少女。飛鳥の高校在学当時の後輩でその頃から飛鳥を慕っていた。前作「重機甲兵ゼノン」後半で飛鳥たちの戦いを知り、高校卒業後、大学に通いながらジャーナリストの勉強を始める。
リサ
薗子の親友。本人曰く「自分でも引け目を感じるくらいの一般人」だが、それゆえに飛鳥や彼を慕う薗子が苦しんでいるのを理解しようとしている。

### 「赤い海」
トウノ
「赤い海」の幹部。「赤い海」において対XENON作戦を始め幾つかのプロジェクトを統括する謎の男。念動力や衝撃波といった超能力を使い、「赤い海」のサイボーグですらその力の前には敵わない。正体は謎に包まれている。 叶飛鳥――“XENON”のもとに刺客を送り込み、叶飛鳥を試す様な行動をとる。
『XENON-199X・R-』において飛鳥の能力が開放されると同時に「日本の独立」をアメリカに宣言した。
「青い鞄」によって判明した事実によれば1945年8月6日広島に投下された原子爆弾の爆心地で発見された突然変異体。柳田國男の『遠野物語』からコードネーム・「トウノ」と名付けられ、その後数度の核実験に晒されながらも死ぬ所かそのエネルギーを吸収し成長。新たにコードネーム・「ムスペル」が与えられる。核爆発すら呑み込む力を持ちながら遺伝子上はあくまで人間という不可解極まりない存在。
生まれた時から怪物扱いされ人間の感情その物は理解できないながらも、自分が存在する理由は善意と悪意をあわせ持つ人間に「生」を選択させる事だと考えている。
“謎の人物”
トウノに指令を与える「赤い海」の役職。アメリカから派遣されていた「赤い海」極東支部の管理官だったが、トウノの独立宣言の手始めとして殺害される。

## XENON-199X・R-からの登場人物

### 協力者
御鳳 蓮童（ごほう れんどう）
鳳（おおとり）流武術15代目師範。兵衛門から依頼されて、東京湾を炎上させ暴走状態だった飛鳥を保護し、自らの道場で修練を施した。その技量は150kgを越えるXENONを投げ飛ばし、レーザー光線も避けるほど。
彼の家系は先天的に障害を抱えて生まれるらしく、蓮童自身も極度の弱視で眼はほとんど見えないも同然らしい。
「赤い海US」が手配した爆撃で死亡した。
御鳳 織枝（ごほう おりえ）
蓮童の妹。盲目でなおかつ発音中枢にも異常があり喋る事が出来ない。しかし飛鳥には聞こえる声で会話し、彼の心理的極限状態を和らげる役目を果たした。
「赤い海US」が手配した爆撃で死亡した。
瑞樹 連司（みずき れんじ）
巨大企業「瑞樹コンツェルン」の御曹司で優秀な科学者。兵衛門の設計した「ゼノンシステム」をより戦争向けの形であるXENONに再設計した。一見傲岸不遜な男だがその実傷つきやすい繊細な若者でその態度もポーズに過ぎない。
陽子や飛鳥を含めた多くの人間をXENON化したが本人は一定レベルの障害を受けた者以外には施術は行わなかったため、「赤い海」は施術対象者に事故工作を行っていた。「石壁」では兵衛門と反目していたが、実際は強い信念を持つ兵衛門を尊敬しており再会した際にはその思いのたけをぶつけ、和解した。
兵衛門たちが「石壁」を脱出する際に起きた事故で半身不随になっている。連司自身そうなって初めて「機械」になる恐怖と嫌悪を思い知った。研究者として事故に遭う前の陽子の走りを観察しており、自分の前に事故に遭った陽子が現れた時に自分がXENON化施術した者たちが意図的にでっち上げられたと気付き、「赤い海」に逆らう施術をした。
XENON-COREを求めて侵入した黒部で自分たち兄弟が「造られた存在」だと知る。
瑞樹 連（みずき れん）
連司の弟。遺伝子工学を専門としているが人間工学、ナノテクノロジー共に高いレベルで習得した天才少年。連司の手足として技術上の実務をサポートする。
その才能ゆえに周りからは子供扱いされなかったためか、少々ヒネくれているが陽子に惹かれている。陽子のためにXENON化による拒絶反応を和らげる薬も開発した。
XENON-COREを求めて侵入した黒部で自分たち兄弟が「造られた存在」だと知る。
数年後が舞台となる作品『鋼-HAGANE-』には何名か同じ名を持つ人物が登場するが本人かどうかは不明。
梅崎（うめざき）
連司に仕える執事であり、元軍人。瑞樹兄弟のボディーガードでもあり、自ら志願してXENON化施術を受けた。
加瀬 正造（かせ しょうぞう）
写真週刊誌「週刊問題」の記者。「石壁」脱出後、身元を隠してカメラマンを始めた陽子が一緒に仕事をした事がある。ジャーナリストとしては極めて優秀で陽子の残した手がかりから（決定的な証拠のない状態とは言え）「赤い海」の実態をかなりの正確さで突き止めた。
ブルーアロー号ハイジャック事件の際、叶飛鳥を始めとする「XENON」と「赤い海」の戦いを目の当たりにするが、あまりにケタはずれな問題で記事に出来ないでいる。曰く「人間とは身辺5mが理解の限度」。
風見 純也（かざみ じゅんや）
XENON-553「完全なる運び屋（パーフェクトドライバー）」。兵衛門や陽子と一緒に「赤い海」極東支部の研究施設「石壁」から脱出した一人。
戦闘タイプではなく、視覚を始めとした全身の感覚器官、及び記憶媒体を強化改造され、ありとあらゆるマシンの操縦を可能とする「ナビゲーションシステム」が搭載された、特殊なタイプのXENON。
「石壁」からの脱出後は兵衛門たちと別れ、とある自動車メーカーのテストドライバーをしていた。
ハワイ沖でのブルーバック争奪戦において、XENONとしての特殊能力を存分に振るって活躍したが、同時に、身体改造を施されていない自分の戦闘力の低さを改めて思い知らされ、以降の戦いからは身を引いていた。
勤務先である北海道の某自動車メーカーのテストコースにおいて、「鋼」ベースの新型XENON三人の襲撃を受け、その際自分がロックを誘き寄せるダシにされた事を知って激怒し、自動車で彼女らに体当たり攻撃を敢行するも、致命的損傷を与えられず、逆に車体ごと放り投げられ、その着地の衝撃で重傷を負い意識不明となってしまう。
一見軽い女たらしだが、「石壁」時代から陽子に強く惹かれていて、彼女の本当の想いを知りながらもなお、彼女を愛し続ける一途さを持つ。ロックに告白された際にも、それを変える事はなかった。
ロック（通称）
XENON-609。兵衛門や陽子と一緒に「赤い海」極東支部の研究施設「石壁」から脱出した一人。
単体戦闘力に置いては飛鳥以上のスペックを持ち、凄まじいパワーを持つ重戦闘型XENON。それゆえに普段は、自己の機能に「重機動制御」と呼ばれる大幅な制限（リミッター）を掛けている。
「石壁」からの脱出後は兵衛門たちと別れ、環境調査チームに所属していた。クジラの大量上陸を切っ掛けに「赤い海」の動きを追っていたが、逆にブラックベレーに追いつめられた所で薗子やステファンと出会う。
基本的にXENONは施術対象者の元の体格、体形に合わせて作られるが彼女は本来の体格をはるかに上回る大型のボディに作られた。陽子曰く、施術前は華奢な女の子で「薗子によく似ていた」らしい。前述の通り純也に片思いをしていたが、自分の姿から引け目を感じていた。だが本格的な戦いを前にして自身の身の上も含めてカミングアウトした。
「ロック」とはナンバーからもじった語呂合わせで本名は「鋼（HAGANE）」、XENON開発の過程でシステムに適応するためにXENON COREの影響下で培養されたデザインペビーだった。
大場 大（だいば だい）
恐ろしいまでの危険察知能力とその危険をくぐり抜ける「勘」を持つ奇跡の男。『XENONブルーバック』の主人公。幼少時に遭った飛行機事故を始め、友人・知人の死など想像を絶する修羅場をくぐり抜けていながら、人を信じることしかできない確固たる信念を持つお人好しである。
偶然知り合ったスライから「青い鞄」を託され、テロ組織「黒虎」や英国軍情報部第6課（通称・MI6）との争奪戦に巻き込まれる。ブラジル、そしてブルーアロー号事件を経て「青い鞄」を兵衛門に届ける。
本人はこれからも協力する気は満々だったが、飛鳥やステファンから追い出される形で戦いから離脱した。
シンシア・ホワイトフィールド
元テロ組織「黒虎（ヘイフー）」の工作員。ムバラクのマインドコントロールに支配されていたが、大によって解き放たれる。
黒部での戦い以後、飛鳥やステファンからの「大を戦いから遠ざける」という頼みを受けて大の実家を手伝っていたが、アイアンホースの手配でブラジルの国籍を取得。大と結婚した。
スライ・ホワイトフィールド
「赤い海」で暗号解読を専門に研究していた数学者。シンシアの実の兄だが、幼い頃に身売り同然に生き別れていた。兵衛門たちと「石壁」を脱出したが、途中ではぐれて別行動となる。
妹であるシンシアがテロ組織「黒虎」の工作員として扱われていると知り「青い鞄」を餌に救出しようとしたが、ムバラクに殺害される。
「アイアンホース」
1980年代後半、世界各国の黒いうわさを持つ要人を暗殺した殺し屋。殺害現場に馬の蹄鉄を遺したためにこう呼ばれる。本名は佐野明男（さの あきお）『HUNTER -XENON SAGA異聞-』の主人公。
「赤い海」の特殊部隊であり、現在のブラックベレーの前身「REDS」を壊滅させ、対物ライフルを用いて2000ｍの高度を飛ぶジェット戦闘機を民間ジェット機から狙撃・撃破する技量をもつ。
ステファン・グレアム・ベネット
XENON-999「クライベイビー」。元米軍特殊部隊「ブラックベレー」隊員で暗殺者。
「XENONブレード」と呼ばれる刃を全身から発生し、対象を斬り刻む。特別製の777や最終形のZENON-001を除けば最も完成されたタイプで彼以後にXENON化された者、特にブラックベレー大隊はほぼ同様のボディスペックを持っている。
「赤い海」にXENON化された後、複数の暗殺任務をマインドコントロールされた状態でこなしたが、ある要人暗殺の際に「子供の前で標的を殺す事」をキーとして記憶が戻る。それからは「赤い海」を抜け、テロリスト専門の殺し屋をしながら自身を改造しマインドコントロールを施した人物を追っていた。そのための鍵として「青い鞄」に目を付けリオデジャネイロにて大場大やアイアンホースと出会う。
ブルーアロー号ハイジャック事件の際、ムバラクとの取引で自分の標的がラスプーチンだと知るが、墜落直前の機体から振り落とされて生死不明になる。実は最後の力を振り絞って最大パワーのXENONブレードを展開し、海面を切り裂いて九死に一生を得て二週間ほど漂流した後、海賊船をシージャックして日本にやって来た。
『鋼-HAGANE-』に登場する寄生者ステファン・木村・ベネットの叔父にあたる。

### MARIO遊撃隊（スクワッド）
プロジェクトXの技術を用いて体の自由を取り戻した障害者たちで結成された特務部隊。「赤い海」の実態を知らされず正義の味方を奉じていたが、「赤い海」USの襲撃を受けて以降、飛鳥たちと協力する事になる。
障害の原因を着脱・交換式のXENON式義肢で補っており、AIを備えた飛行型パワーローダー「アニュス・ディ」や重輸送攻撃試験機「ヴィクティマ」を装備している。  
リカ
MARIOに所属し、「シューティングスター」のコードネームを持つ少女。かつて飛鳥とジェイスン・ボードガルド（204号）の戦いに巻き込まれて両親と手足を失う。
その後、新たな自由（手足）を与えてくれたトウノに全幅の信頼を置いていたが、自らの家族と手足を奪った爆発がトウノの指揮で発射されたミサイルだと知り衝撃を受ける。
REACTORを以て核爆発すら抑え込み、取り返しのつかない方向へ進もうとする飛鳥を（トウノに対して言えなかった分も含めて）人間と認めた。
XENON COREを求めて黒部ダム基地に潜入した際に「CORE」の一部を体内に取り込み、学術的希少性から「赤い海US」の最優先確保対象とされてしまう。
皇 将（すめらぎ しょう）
MARIOの隊長を務める若者。優秀な能力の持ち主だが、四角四面で生真面目すぎる所もある。
東（あずま）
MARIOのメンバー。コンピューターの扱いに秀でる。
甚八（じんぱち）
MARIOのメンバー。「疾風」の異名を持ち個人技では一番の腕らしいが、作中ではまだ実力を見せていない。

### 「赤い海」US
本来は「赤い海」米国支部だったが、ZENON-001こと、ガイ・ゴールドマンによって掌握され「米国本部」とされた。本部基地はアリゾナ州グルームレイク基地、別名「エリア51」。    
ガイ・ゴールドマン
ZENON-001。XENONシリーズから得たデータを元に完成した「Z」ナンバーを持つバイオダイン。コンピュータネットを操る「アルゴスシステム」と接続することで、あらゆる無人兵器や接続された存在をコントロール可能。
「赤い海」からアメリカに送り込まれたスパイという肩書だが、実はペンタゴンから送り込まれた二重スパイだった。戦争をゲームとしてとらえる人物で自ら前線に出て戦う様な人間を見下している。
幾度かの戦いを経てラスプーチンの改修を受けて飛鳥同様、特別製となるが、北海道に派遣した「鋼」がロックのパワーに恐慌を起こし、それに共鳴したXENON COREに取り込まれ暴走を始める。
グレゴリィ・ラスプーチン
「滅亡を奏でる科学者」の異名を持つマッドサイエンティスト。一度は連司がXENON化した叶飛鳥を秘密裏に再改造し、マインドコントロールを施した。 だが、ステファンも含めて「赤い海」の指令に従っていれば命令されるまま自身の行ったことを含めて記憶が戻るようにしておくなど、どんな考えの下に行動しているのかは謎が多い。
元々は冷戦中にソビエトに亡命した事もある人物でソビエト連邦科学技術部の最高顧問を務めた。その名もかつてのロシアの怪僧から借りた偽名らしい。
ブラックベレー大隊
かつてはステファンも所属していた米軍特殊部隊。XENON-777を危険視した報告からゴールドマンに全権が委任され、エリア51にて一個大隊全員がXENON化された。
ストライク、ザック、ディクソン
かつて飛鳥と戦った「悪魔の三角形（デーモンズ・トライアングル）」のリーダー「エイランド・ラーク大佐」の教え子。亡き師の仇打ちと、師が傭兵となってまで求めた真実を知るために作戦名「リベンジ・ザ・トライアングル」を仕掛ける。
薬物強化によって高速化した感覚と遠隔操作式のXENON素体を使用した戦いを行う。だが戦闘中にZENONによる介入を受けて同行していた部隊は全滅。ストライク自身は軍事ネットから独立した旧式モビルプロテクターで戦い、師が求めたのは無人化する戦争に対する「兵士（人間）としての最後の意地」だったと気づくも、ZENONが操る無人戦車に撃破される。辛うじて生きていたが、最後の力で飛鳥を援護した。
チャン・ルーピン、ムバラク・ラモーン
元中国系共産テロ組織「黒虎」の工作員とマインドコントロールを得意とする指導教官。大、シンシアやMI6との「青い鞄」争奪戦に失敗。ムバラクに至っては一度死亡するが「赤い海」USの手でXENON化され、再び「青い鞄」を求めて大たちの前に現われる。
一度は組織「黒虎」からのバックアップで「鞄」を手に入れるが、その体はZENONによるコントロールを拒む事が出来ない様にされていた。ステファンとの取引で一時的に自由を取り戻したムバラクは操られていたチャンを殺し、自分たちのやり方が間違っていた事を思い知って死んでいった。
ビビアン、リリアン
ZENONの命令でMARIOの基地を襲撃した双子の姉妹。「XENONキラー」を名乗り、正体不明のガスでMARIOを無力化するが、その正体は催眠ガスと超低周波による暗示だった。
その上でMARIO基地、東京直下で小型水爆を炸裂し、大液状化現象を起こそうとしたが、乱入してきた飛鳥にリリアンが撃破されると激昂したZENONによって低周波発生装置を暴走させられて自滅した。
鋼（HAGANE）
「赤い海」がXENONシステムの欠陥である「機械に喰われる」という問題を解決するため、XENON COREの影響下で人工授精されたデザインベビー。黒部やエリア51でも大量に生産されていた。
ロックの様に意図的に一般人として育てられた者や最初から道具同然に作られた者もいる。『鋼-HAGANE-』に登場する寄生者・薬師丸鋼もその一人？

## 用語
XENON（ゼノン）
「赤い海」が特定のカテゴリーで製作したサイボーグの呼称であり、技術体系全般を指す言葉となっている。
旧日本軍の人体機械化部隊の研究から始まり、「赤い海」の生体兵器開発プロジェクト、“プロジェクトX”によって生み出されたサイボーグ。叶飛鳥――「XENON-777（ゼノン-スリーセブン）重機甲兵（バイオダイン）“ゼノン”」はそのプロジェクトの最高傑作であり、“終極点”と呼ばれる。
本来の体、生身の部分は脳と心臓のみであり、体の大部分は兵器として人間をはるかに超えた能力を目指し開発されたサイボーグ体である。サイボーグ体は「ゼノンシステム」の発動により戦闘に特化した形態へと変化する。
その皮膚は新型形状記憶合金「ゼノニクスK30（別名・XENON合金）」で覆われており、システムの発動によって硬質化した際には対戦車砲も跳ね返し、ミサイル攻撃にも耐える。人工筋肉が生み出すパワーは最大で常人の300倍。体に内蔵された各ブースターにより30mほどのジャンプが可能であり、それによってもたらされる行動スピードは白兵戦において絶大な威力を発揮する。開発者にして「ゼノンシステム」の生みの親、新田兵衛門はゼノン一体で大都市を容易に制圧できると言った。
「XENON-777」――叶飛鳥は、顔への「ゼノニクス装甲移植手術」前に「赤い海」を脱走したため顔に装甲がなく弱点となっていたが、新田兵衛門（後に瑞樹兄弟）によって作られるヘルメットによってカバーされる。このヘルメットは防御のみならず、各種センサーによる索敵及び通信システムによるデータ解析等のバックアップを受ける事が可能。
しかし、ゼノンシステムの発動時のゼノニクスK30は硬質化の瞬間不安定となる弱点もあり、最も装甲が薄い関節部を狙った20ミリ砲の「対ゼノン装甲弾」の射撃に“ゼノン”の腕が破断されたこともある。
XENONサイバーダインシステムは、施術者の生身の部分に悪影響を起こす欠点があり、ひどい場合には“拒否反応”による激痛をもたらす。本編ではジェイスン・ボードガルド、冴野陽子などの飛鳥以外のサイボーグに発症。叶飛鳥の脱走後に製作された同型のXENON7体はどれもが失敗に終わったと、トウノの上司である「赤い海」の幹部が語っている。
『XENON-199X・R-』おいて、「人工神経と機械の連絡のひずみが、脳および生身の臓器に悪影響を与える」と説明されている。このことを作中においては「機械に喰われる」と表現される。そして瑞樹連司による「赤い海」サーバへのアクセスから「機械を拒む事無く『生』に対して強い意志を持つ者にXENONは反応する」という推論が導き出された。
XENON合金
XENON COREとも呼ばれるケイ素系有機物質「HAGANE」と金属を化合して生成された新素材。しなやかで伸縮自在、修正モース硬度で「11」という値を持つ。合金といっても金属に似ているというだけで実像は今なお研究中の物質。
XENON REACTOR（ゼノン・リアクター）
ケイ素系有機物質「HAGANE」とxe133の反応で得られる核以上の高出力エネルギーを利用した動力炉。
XENON素体
XENON施術の際に使用されるXENON合金製の基礎フレーム。施術の際には対象者の体格、容姿に合わせてカスタマイズされるが、素体のままでも警備、偵察等に使用可能な遠隔制御型アンドロイドとして運用される。
XENONスーツ
XENON技術を応用して造られた「強化服」。以前から発注していた郷田と、MARIO隊員としてXENON式義肢を使用していたためデータがすぐに揃ったリカのスーツが登場し、黒部戦の後に陽子用の物も造られ、登場した（飛鳥からは「仮○ライ…」と言われた）。
それら以外には叶飛鳥のREACTOR出力を抑え込む｢拘束服」として作られた物も存在する。
モビル・プロテクター（MP）
「赤い海」の試作兵器である「人型歩行戦車」。
完全に（と言うか、まともに）動かすには操縦者の薬物投与による神経強化、またはそれに代わるなんらかのシステムが必要。既に兵器としては旧式の部類で軍事ネットからは独立した制御システムを使用している。
ガリヴァー
XENON素体とMPのハイブリッド兵器。ハニカムゼノニクス装甲を持ち、スペック上はXENONを上回る力を持つ。「赤い海US」の開発かと思われていたが、黒部ダムの研究施設で大量生産されていた。
青い鞄
「ブルーバッグ」とも呼ばれる「赤い海」の最高機密のひとつ。鞄としての外装は対XENONブレードでも斬れない特殊仕様で認識システムを作動させると特定の方法以外では開く事も出来ない。  鞄自体にも「プレジデントコード」が施されており、少なくともアメリカの影響下にある国では税関等がフリーパスとなっている。
その正体は有機液体シリコンウェファースCPUを用いて独自に3億ケタの暗号を解き明かすアルゴリズムを持ち、「ブルーバッグAI」によってガイドされる「エリア51」に設置された「アルゴスシステム」を上回る能力を持った世界最高のコンピュータ。
なお、シリコンウェファースCPUは親指大の物がXENONシステムにも使用されており「人間の神経反応よりも速い演算能力」を持っている。
ブルーバックAI
「青い鞄」を活用するためにスライ・ホワイトフィールドの声紋・思考データから作られた人工知能。「青い鞄」使用者をネット内でナビゲートする。
自らの死も予測していたスライから託されていた「遺言」をシンシアに伝えた。
HAGANE
アメリカ・ネバダ州の核実験の際、利用された隕石孔から採取されたケイ素系有機物質。あらゆる金属と融合してXENON合金を造り出し、xe133の反応で得られる「核以上の高出力エネルギー」を実現した。
しかし、その本質（CORE）には人の感情（意志）に反応するという要素があった。
XENON CORE
ケイ素系有機物質「HAGANE」の集合体で世界に三つしか存在せず「エリア51」「石壁」「黒部ダム（黒部瑞樹サイエンス）」の三か所に保管されている。
赤い海
別名「ルージュ」とも呼ばれる軍事兵器開発団体。巨大かつ不定形の得体の知れない組織。その発足は、1945年GHQ長官ダグラス・マッカーサーが日独の研究者（本来なら戦犯として真っ先に処分された存在）を集め、「日本列島その物を実験棟として利用する兵器開発計画」であり、その作戦名が「赤い海」であった。
瑞樹コンツェルン
「赤い海」で開発された技術を民間に還元することを目的に「赤い海」から分派し、設立された複合企業。設立者は旧日本軍の瑞樹軍医中将。中将は細菌兵器の研究から細菌に侵されることのない鋼の身体を持つ兵士を作り上げようと「人体機械化部隊」を設立していた。